# Auslandsverwendungsmedaille
Die Auslandsverwendungsmedaille (seltener: Ehrenmedaille für Verdienste im Auslandseinsatz) wird seit 2014 vom Hamburger Senat verliehen. Sie wurde erstmals am 18. März 2014 als „Stiftung einer Ehrenmedaille zur Würdigung besonderer Verdienste in den Bereichen der Sicherheit, des Katastrophenschutzes und der humanitären Hilfe im Ausland“ durch Senatsbeschluss angenommen. Die Verleihung soll das Engagement der im Ausland eingesetzten Kräfte aus Hamburg sichtbar machen und ihm Respekt zollen. Stellvertretend für den Senat, verleiht die Medaille der Innensenator. Die nicht tragbare Medaille wird in Kombination mit einer Bandschnalle überreicht.

## Gestaltung
Die Medaille trägt den Text: „Zur Würdigung eines Auslandseinsatzes / Im Dienste der Stadt / Der Senator / Behörde für Inneres und Sport“.

## Verleihungen
- 2014: über 200 Angehörige der Hamburger Hilfsorganisationen, des Hamburger Technischen Hilfswerkes (THW), der Feuerwehr Hamburg, der Polizei Hamburg und der Hamburger Dienststellen der Bundeswehr[2]
- 2015:
- 2016: Angehörige der Bundeswehr, der Polizei, der Feuerwehr sowie des Technischen Hilfswerks und anderer privatrechtlicher Katastrophenschutzorganisationen[3]
- 2017: 49 Angehörige von Polizei Hamburg, Bundeswehr und Hilfsorganisationen[4]
- 2018:
- 2019: 46 Angehörige von Bundeswehr, Polizei und Feuerwehr[5]
- 2020: Insgesamt 71 Preisträger, darunter Angehörige der Bundeswehr (davon 18 Angehörige des Bundeswehrkrankenhauses Hamburg[6]), Polizei, Feuerwehr, des Technischen Hilfswerks und des Arbeiter-Samariter-Bundes[7]
- 2021:
- 2022:
- 2023: 43 Angehörige von Bundeswehr, Polizei und Bundespolizei sowie des Technischen Hilfswerks (THW), des Deutschen Roten Kreuzes (DRK) und des Bundesverbands Rettungshunde (BRH)[8]
- 2024: 51 Angehörige von Bundeswehr, Feuerwehr, Polizei und des Technischen Hilfswerks (THW)[9]